# 尖稃草属
尖稃草属（学名：Acrachne）是禾本科下的一个属，为多年生草本植物。该属共有数种，分布于热带非洲、亚洲东南部以至大洋洲。